# Alessandro Morani
Alessandro Morani (Roma, 14 agosto 1859 – Roma, 26 marzo 1941) è stato un pittore, decoratore e scenografo italiano.

## Biografia

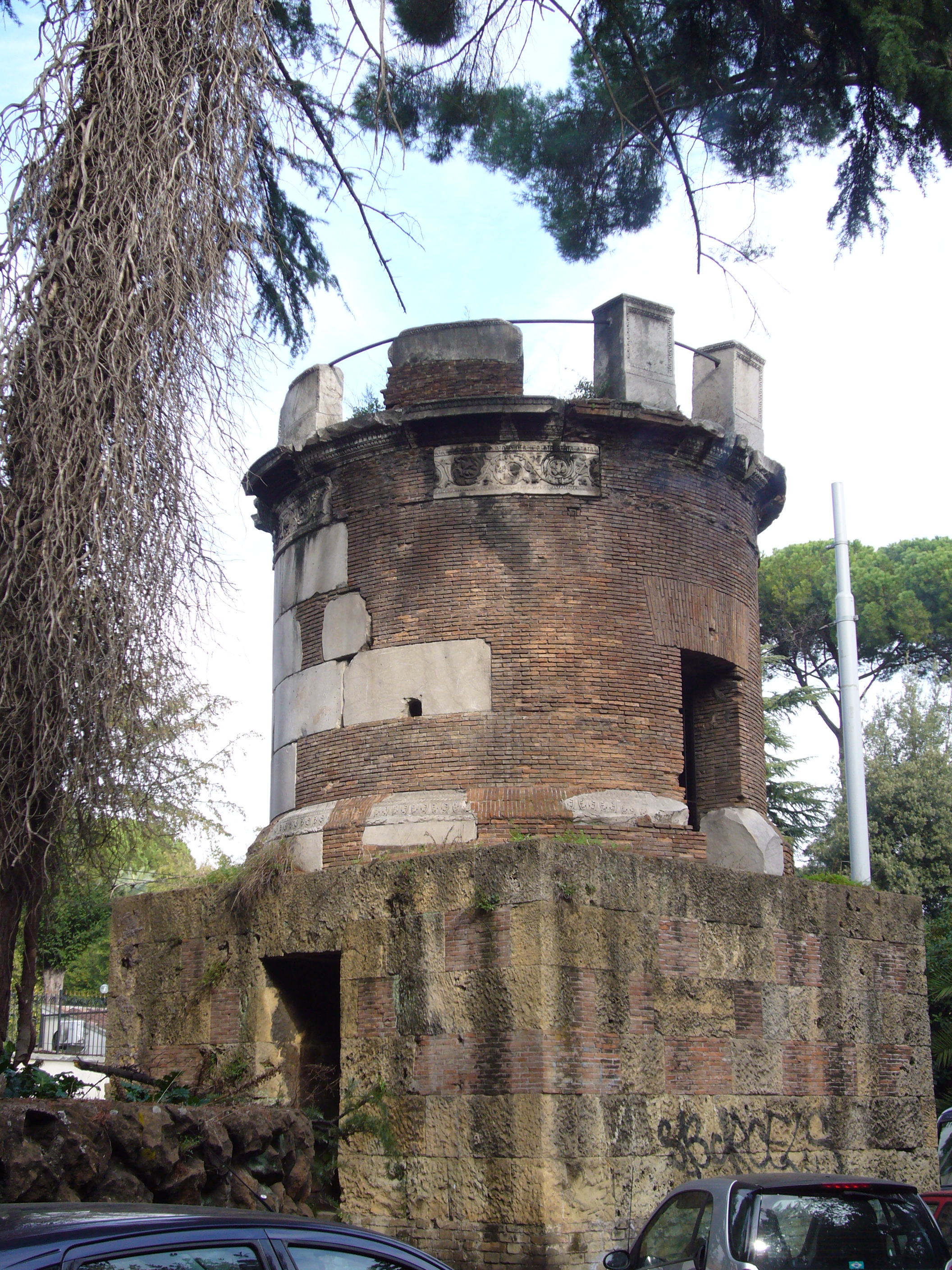
Mausoleo cilindrico trasferito da Giacomo Boni a Villa Blanc, a Roma

Figlio d'arte - il padre era pittore - Alessandro Morani si scrisse ai corsi dell'Accademia delle belle arti di Roma, ma senza seguire con costanza le lezioni. Al Caffè Greco, ritrovo di letterati e di artisti, incontrava i suoi amici pittori, tra cui Enrico Coleman, Onorato Carlandi e Giuseppe Raggio. Nel 1883, all'Esposizione nazionale di Roma, inviò l'opera Spes ultima vale. Amava dipingere paesaggi e nel 1886, con l'olio Fine di autunno, partecipò alla prima esposizione della associazione In arte libertas, movimento nato per iniziativa di Nino Costa e di cui Morani era segretario.
Conobbe Gabriele D'Annunzio e realizzò due illustrazioni per l'editio picta della raccolta di poesie "Isaotta Guttadauro", pubblicata nel 1886, che è considerata il primo libro d'arte italiano, a stampa.
Dal 1882 al 1902 insegnò al Museo Artistico Industriale di Roma e con il suo allievo Adolfo De Carolis decorò il Villino Morani, la Villa Blanc e il Palazzo Vidoni. Diffondeva le idee innovative dell'artista inglese William Morris e di Charles Blanc, influenzando la formazione di artisti come Marcello Piacentini e Duilio Cambellotti. Di Villa Blanc, Morani studiò l'impianto generale della decorazione, con l'aiuto dell'archeologo e architetto Giacomo Boni che, condizionato dalle novità di Morris, utilizzava materiali "riscoperti", come il mosaico, il vetro colorato e la ceramica. Nel 1893 Morani collaborò alla nascita della rivista "L'Italia artistica industriale", disegnandone alcune copertine e il manifesto.
Nel 1897 Alessandro Morani sposò Elisabetta Helbig che lo presentò al Circolo di Villa Lante. La moglie scrisse più tardi un libro di memorie, pubblicate in Germania.
Morani, in sintonia col mondo poetico di d'Annunzio, realizzò le illustrazioni per i versi di "Diana inerme" e per la romanza che apre l'"Intermezzo melico". Nel 1895, per "Le vergini delle rocce" (libro III, "Massimilla") eseguì l'illustrazione, pubblicata sulla rivista letteraria "Il Convito". Disegnò scenografie per le opere teatrali di d'Annunzio "La Gioconda", "La Gloria" e "La città morta", per cui ricostruì anche antiche oreficerie e suppellettili di età micenea.
Si unì al gruppo di pittori, noto come i XXV della campagna romana e dipinse vedute di Anticoli Corrado - nel cui museo si conserva una delle sue tele - e di Arsoli, dove acquistò un villino.